# Falleron
Falleron – miejscowość i gmina we Francji, w regionie Kraj Loary, w departamencie Wandea.
Według danych na rok 1990 gminę zamieszkiwało 1 086 osób, a gęstość zaludnienia wynosiła 38 osób/km² (wśród 1504 gmin Kraju Loary Falleron plasuje się na 540. miejscu pod względem liczby ludności, natomiast pod względem powierzchni na miejscu 314.).